# تورتوگ ایر
تورتوگ ایر (به انگلیسی: Tortug' Air) یک شرکت هواپیمایی است که در تاریخ ۲۰۰۳ میلادی تأسیس شده است. دفتر مرکزی تورتوگ ایر در پورتو پرنس، هائیتی واقع شده‌است و قطب این شرکت هواپیمایی در فرودگاه بین‌المللی توسن لوورتور قرار دارد و به ۸ مقصد، پرواز مستقیم انجام می‌دهد.